# Luis Velador
José-Luis Velador (auch José Luis Velador; * 1964 in Jalisco) ist ein professioneller mexikanisch-amerikanischer Pokerspieler. Er ist zweifacher Braceletgewinner der World Series of Poker.

## Persönliches
Velador arbeitete vor seiner Pokerkarriere als Fliesenleger. Er ist Vater von fünf Kindern, darunter sein Sohn Luis Jr., der bereits mehrfach bei der World Series of Poker ins Geld kam. Velador lebt in Corona im US-Bundesstaat Kalifornien.

## Pokerkarriere

### Werdegang
Velador spielt seit 1997 professionell Poker. Seine erste Geldplatzierung bei einem Live-Turnier erzielte er im März 2000 in Bell Gardens. Nach vielen kleineren Gewinnen war Velador im Juni 2006 erstmals bei der World Series of Poker (WSOP) im Rio All-Suite Hotel and Casino am Las Vegas Strip erfolgreich und platzierte sich zweimal im Geld, u. a. belegte er den 392. Platz im Main Event. Zwei Jahre später gewann der Mexikaner ein Turnier der Variante No Limit Hold’em und damit sein erstes Bracelet sowie rund 575.000 US-Dollar Preisgeld. Mitte Juli 2008 kam er erstmals beim Main Event der World Poker Tour ins Geld und belegte beim Bellagio Cup im Hotel Bellagio am Las Vegas Strip den mit knapp 20.000 US-Dollar dotierten 81. Platz. Bei der WSOP 2010 sicherte sich Velador als erster und bislang einziger Mexikaner ein zweites Bracelet und erhielt nach seinem Triumph bei einem Mischturnier aus Pot Limit Hold’em sowie Pot Limit Omaha den Hauptpreis von rund 260.000 US-Dollar. Im Juli 2014 verpasste er nur knapp den Finaltisch des Main Events und belegte von 6683 Spielern den zehnten Platz, was mit mehr als 550.000 US-Dollar Preisgeld prämiert wurde. Bei der mittlerweile im Horseshoe Las Vegas und Paris Las Vegas ausgespielten WSOP 2023 belegte der Mexikaner bei der Omaha Hi-Lo 8 or Better Championship den mit über 210.000 US-Dollar dotierten dritten Platz.
Insgesamt hat sich Velador mit Poker bei Live-Turnieren knapp 2,5 Millionen US-Dollar erspielt und ist damit nach Juan Carlos Alvarado der zweiterfolgreichste mexikanische Pokerspieler.

### Braceletübersicht
Velador kam bei der WSOP 35-mal ins Geld und gewann zwei Bracelets:
| Jahr | Buy-in (in $) | Turnier                 | Teilnehmer | Preisgeld (in $) |
| ---- | ------------- | ----------------------- | ---------- | ---------------- |
| 2008 | 1500          | No-Limit Hold’em        | 2304       | 574.734          |
| 2010 | 2500          | Pot-Limit Hold’em/Omaha | 0482       | 260.552          |